# Kangkung (Kangkung)
Kangkung is een bestuurslaag in het regentschap Kendal van de provincie Midden-Java, Indonesië. Kangkung telt 2412 inwoners (volkstelling 2010).